# De Beweging

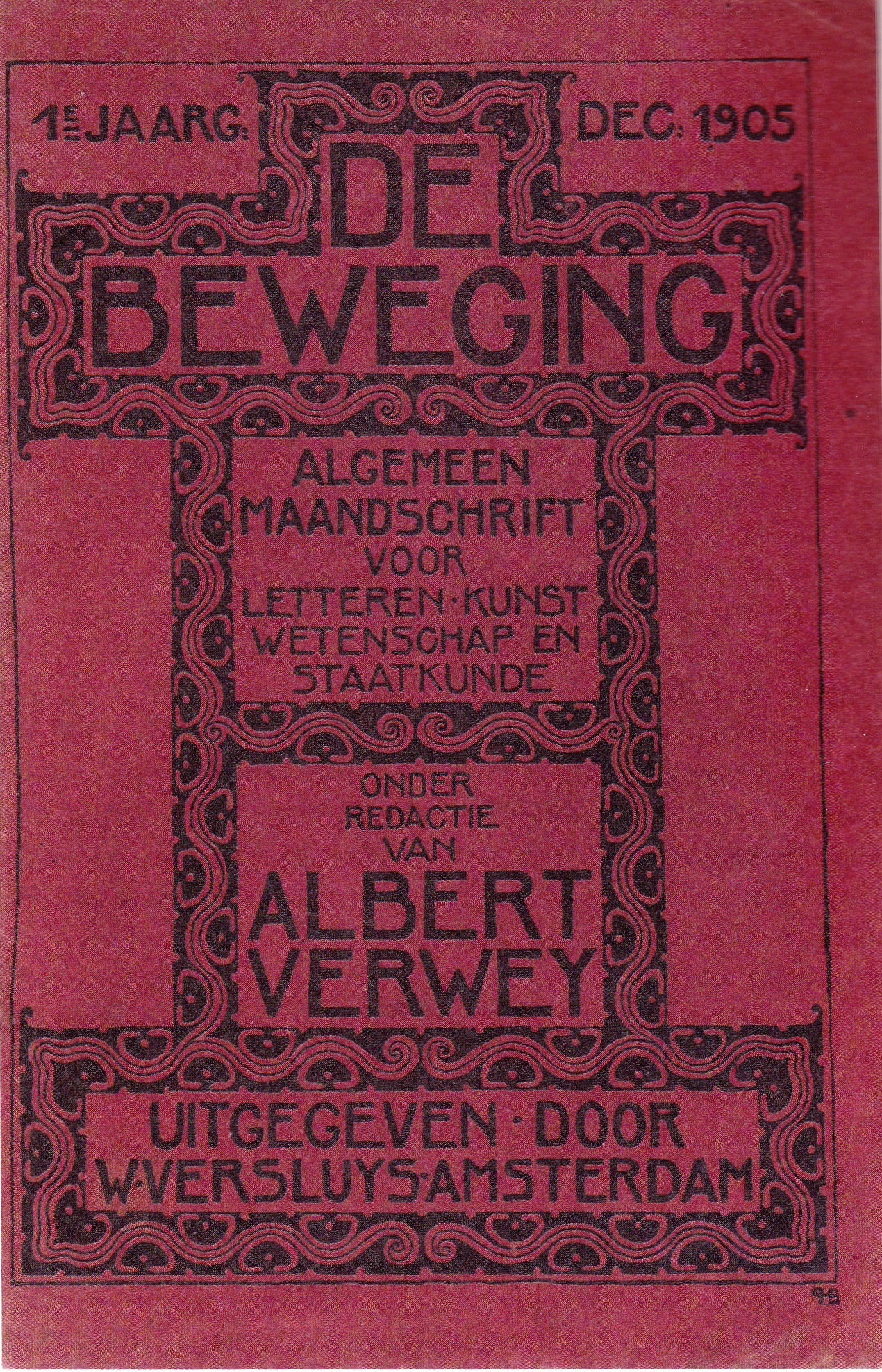
Titelseite vom Dezember 1905, Entwurf: Hendrik Petrus Berlage

De Beweging (niederländisch für: Die Bewegung) war eine niederländische Literaturzeitschrift, die von 1905 bis 1919 im Verlag W. Versluys in Amsterdam erschien. Sie wurde von Albert Verwey herausgegeben und entwickelte sich zum Zentrum des Symbolismus in der niederländischen Literatur.
Zunächst war Verwey der einzige Redakteur, 1908 kamen der Architekt Hendrik Petrus Berlage und Isaac Pieter de Vooys dazu. Die Zeitschrift veröffentlichte Gedichte von z. B. Adriaan Roland Holst, J.C. Bloem, Pieter Nicolaas van Eyck, Victor E. van Vriesland, Aart van der Leeuw Hendrik Marsman und Martinus Nijhoff; Verwey selbst schrieb Rezensionen und Essays.

## Quelle
- Wolfgang Lehmann: De Beweging. In: Herbert Greiner-Mai (Hg.): Kleines Wörterbuch der Weltliteratur. VEB Bibliographisches Institut Leipzig 1983. S. 74.